# بار اکسیژن

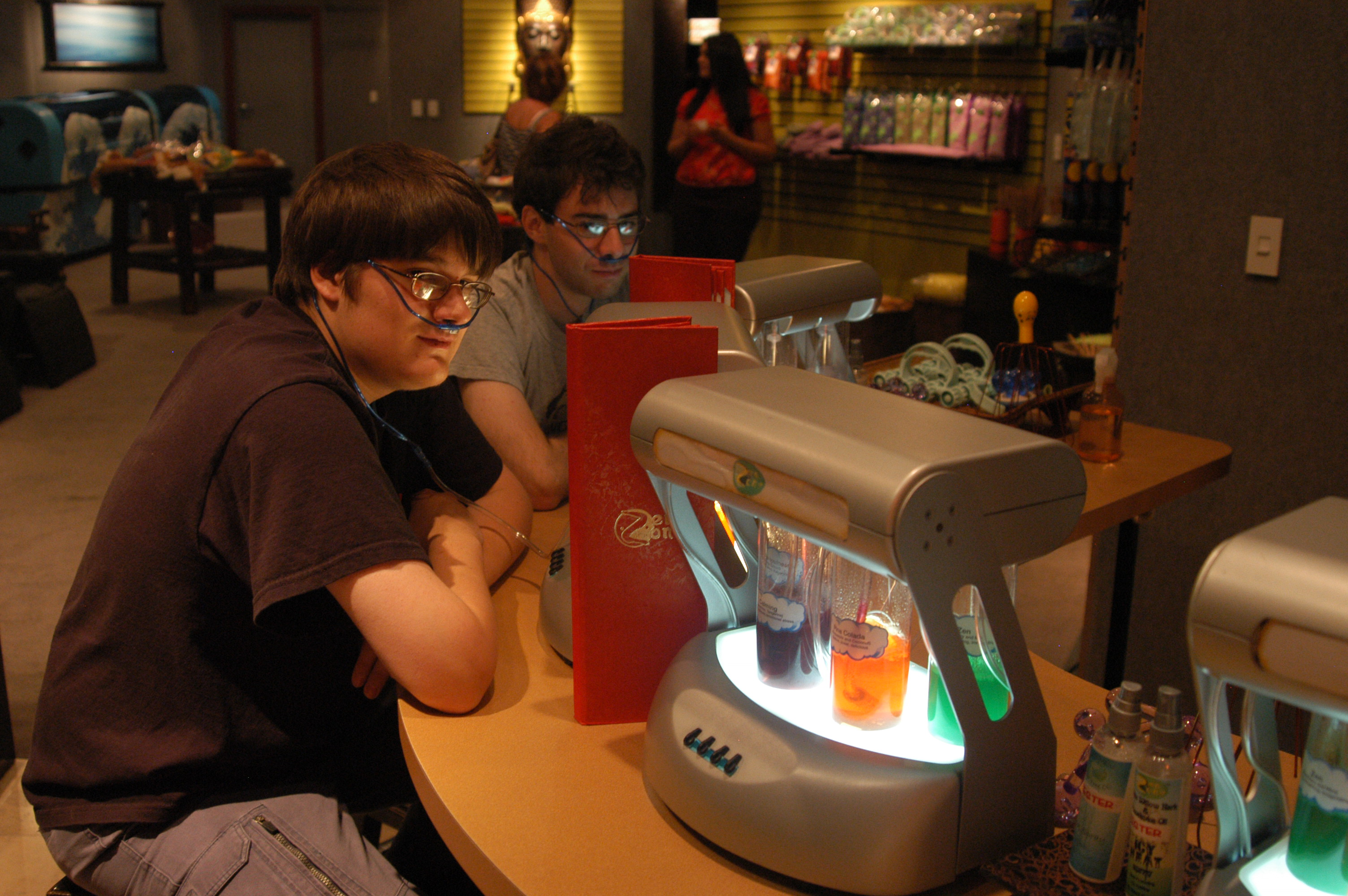
داخلی یک بار اکسیژن

بار اکسیژن برای استفاده تفریحی یا فروش اکسیژن تأسیس شدند.

## تاریخ
در سال ۱۷۷۶، توماس هنری، دانش آموز و همکار انجمن سلطنتی انگلیس به گونه ای گمانه زنی کرد که هوای تازه کشف شده جوزف پریستلی (که اکنون اکسیژن نامیده می‌شود) ممکن است "به اندازه شراب فرانسوی در میخانه‌های مد روز شود.
مرجع اولیه دیگر در مورد استفاده تفریحی از اکسیژن در رمان ژول ورن در سال ۱۸۷۰ به دور ماه یافت می‌شود.

## تأمین اکسیژن
میهمانان بار اکسیژن در هر دقیقه حدود یک دلار آمریکا هزینه می‌کنند تا درصد اکسیژن بیشتری از مقدار عادی جوی ۲۰٫۹٪ اکسیژن را استنشاق کنند. این اکسیژن از طریق هوای محیط همراه با یک کنسانتره اکسیژن صنعتی (غیر پزشکی) تولید می‌شود و تا حدود ۲۰ دقیقه از طریق یک کانولای بینی استنشاق می‌شود.
دستگاه‌های مورد استفاده توسط بارهای اکسیژن یا فروشندگان اکسیژن با دستگاه پزشکی معمولی متفاوت هستند. مشتریان می‌توانند با استفاده از رایحه‌های خوشبو که به اکسیژن افزوده می‌شود، مانند اسطوخودوس یا نعناع تجربه خود را ارتقا دهند.

## ایمنی
افزایش غلظت اکسیژن خطر احتراق، میزان و گرمای احتراق و مشکل خاموش کردن آتش را افزایش می‌دهد. بسیاری از مواد که در هوا نمی‌سوزند، با فشار جزئی کافی اکسیژن می‌سوزند.

## [جستارهای وابسته
- ایمنی آتش
- مسمومیت با اکسیژن